# Petit icosicosidodécaèdre adouci
En géométrie, le petit icosicosidodécaèdre adouci est un polyèdre uniforme non convexe, indexé sous le nom U32.

## Coordonnées cartésiennes
Les coordonnées cartésiennes des sommets d'un petit icosicosidodécaèdre adouci centré à l'origine sont les permutations paires de
(±½(−1/τ+√(3τ−2)), 0, ±½(3+τ√(3τ−2)))
(±½(1/τ+√(3τ−2)), ±1, ±½(1+2/τ+τ√(3τ−2)))
(±½(τ2+√(3τ−2)), ±1/τ, ±½(1+τ√(3τ−2)))
où τ = (1+√5)/2 est le nombre d'or (quelquefois écrit φ).